# Rudbeckia
Rudbeckia  L. 1753 è un genere di piante spermatofite dicotiledoni appartenenti alla famiglia delle Asteraceae, dall'aspetto di piccole erbacee annuali o perenni dalla tipica infiorescenza a “margherita”.

## Etimologia
L'etimologia del nome del genere (Rudbeckia) deriva dal cognome di due botanici svedesi (padre e figlio) Olaus Johannis Rudbeck (1630-1702) e Olaus Olai Rudbeck (1660-1740).

Il nome scientifico attualmente accettato (Rudbeckia) è stato proposto da Carl von Linné (1707 – 1778) biologo e scrittore svedese, considerato il padre della moderna classificazione scientifica degli organismi viventi, nella pubblicazione Species Plantarum del 1753.

## Descrizione

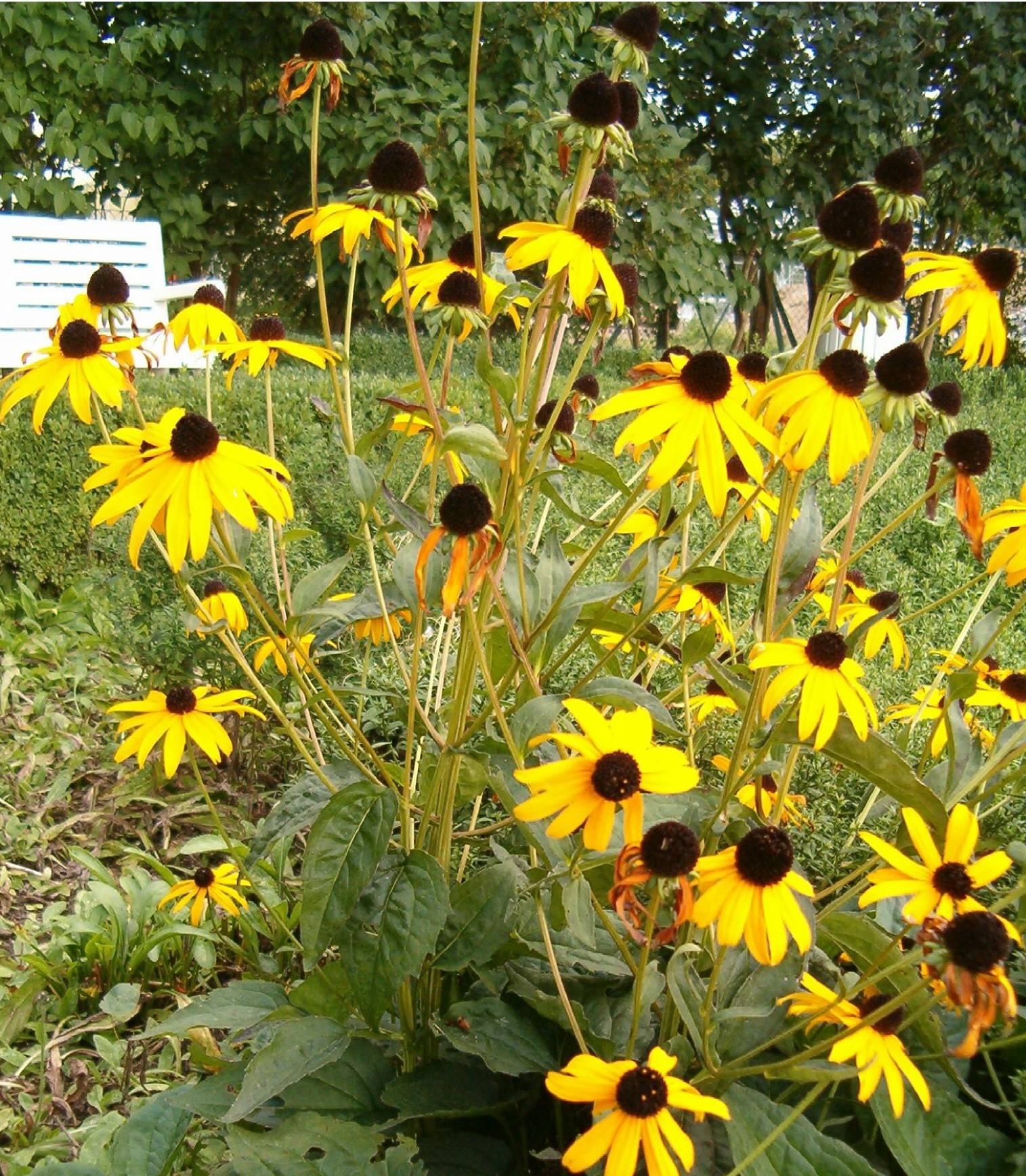
Il portamento
Rudbeckia fulgida

I dati morfologici si riferiscono soprattutto alle specie europee e in particolare a quelle spontanee italiane.
 
Le piante di questo genere possono arrivare fino a 3 metri di altezza. Non hanno una forma biologica prevalente: possono essere sia emicriptofite che geofite, alcune specie sono anche annuali. L'habitus può essere sia glabro che coperto di peli irti. In alcune specie si possono avere da 1 a 15 fusti fioriti per pianta.

### Radici
Le radici in genere sono secondarie da rizoma.

### Fusto
- Parte ipogea: la parte sotterranea è di tipo rizomatoso (a volte ingrossato e simile ad un bulbo).
- Parte epigea: la parte aerea del fusto è eretta e ascendente non molto fogliosa e poco ramificata. La superficie può essere glabra o pelosa (peli irti).

### Foglie

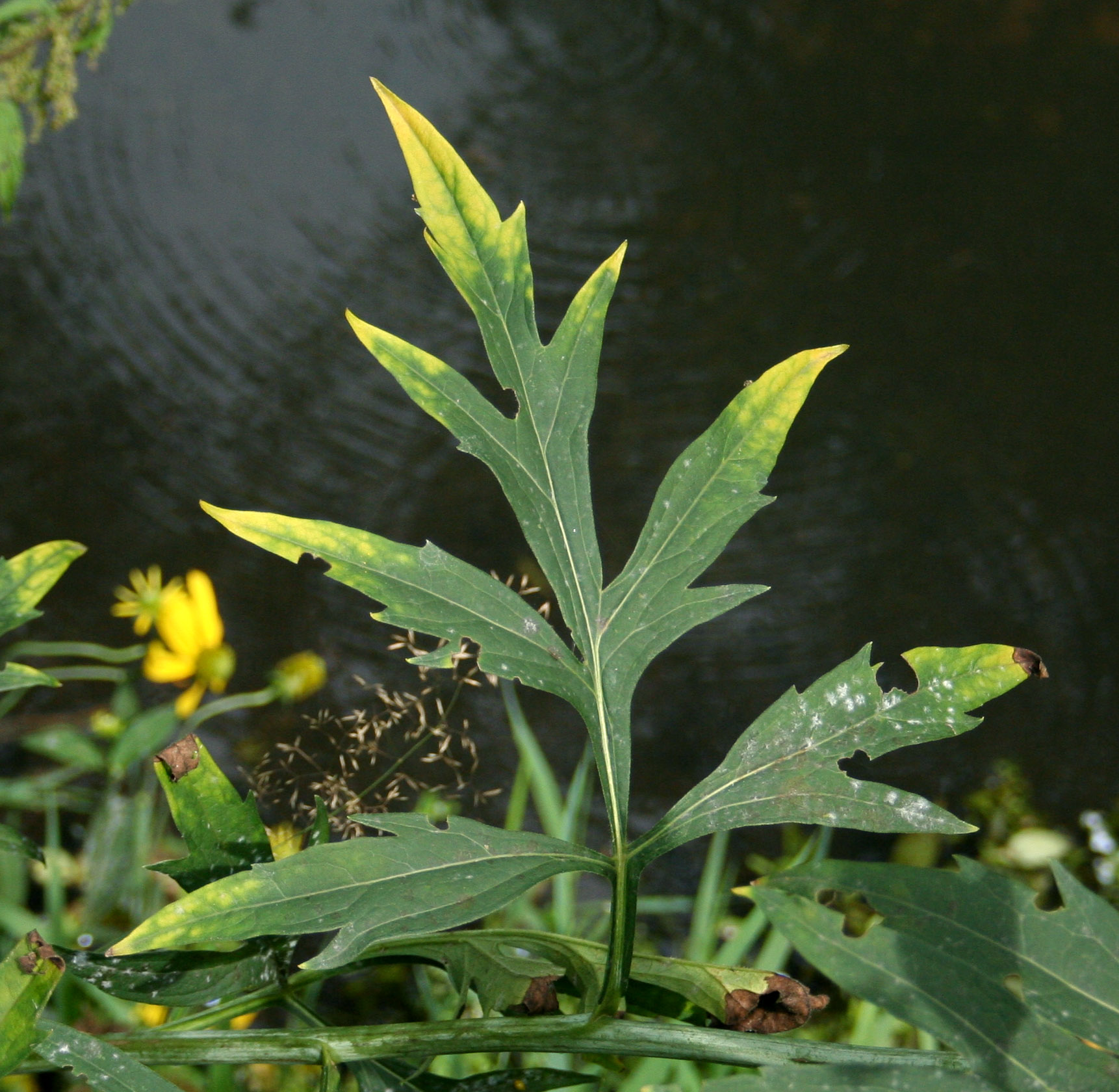
Le foglie
Rudbeckia laciniata

Le foglie possono essere sia intere che composte, a disposizione alterna o opposta. Quelle composte sono divise in 3 -5 -7 o più segmenti. La forma (sia delle foglie che dei segmenti) è da ovata a lanceolata (ma anche oblanceolata o spatolata) con apice appuntito. I margini sono in genere dentati. Quelle basali sono picciolate, mentre quelle cauline possono essere sub- sessili. Anche la superficie fogliare può essere glabra o pelosa (peli irti); in alcune specie la colorazione è glauca.

### Infiorescenza

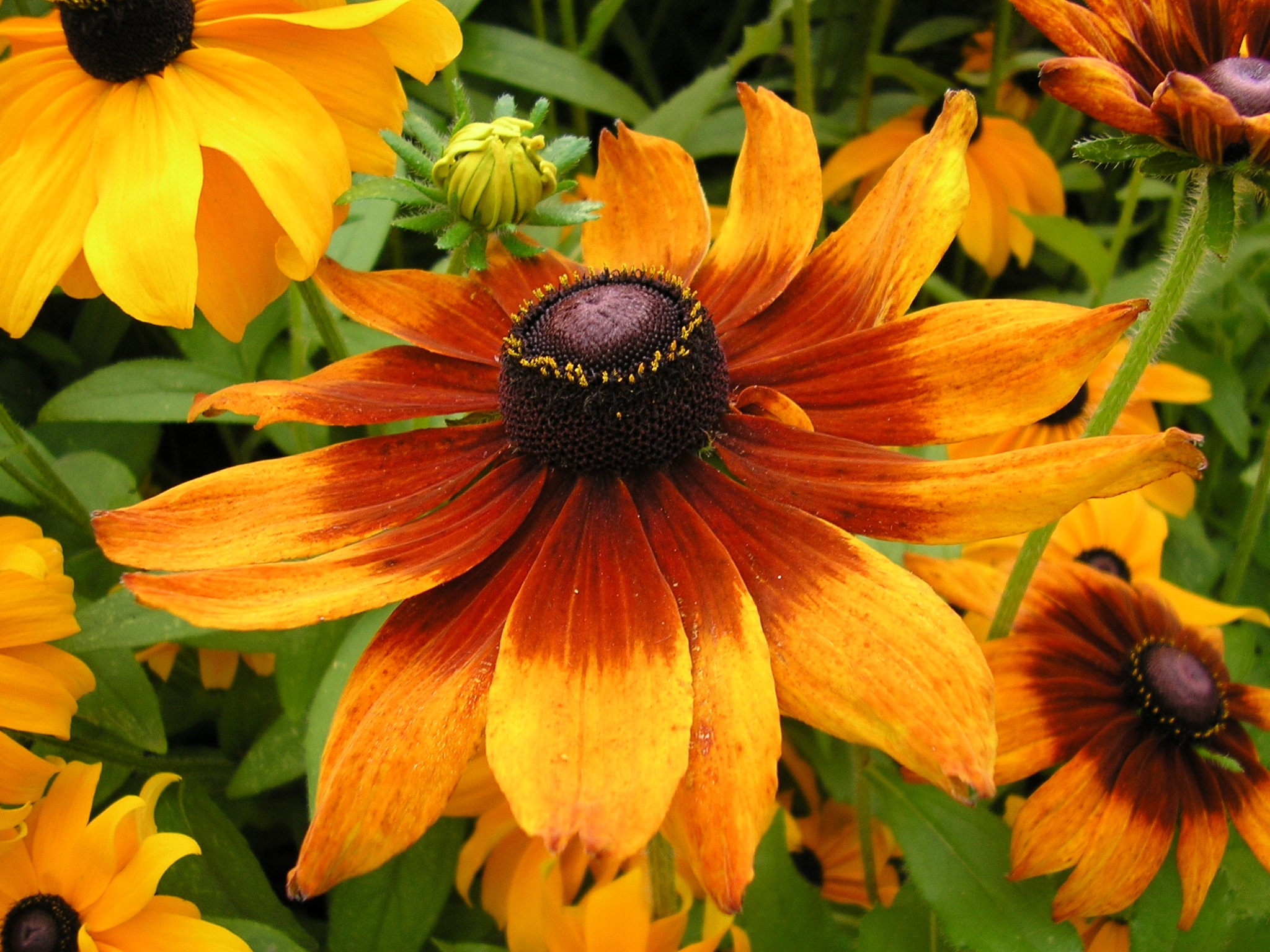
Il capolino
Rudbeckia hirta

L'infiorescenza è formata da medio-grandi capolini alla sommità di lunghi peduncoli terminali. La struttura dei capolini è quella tipica delle Asteraceae: un peduncolo sorregge un involucro semisferico composto da più squame (da 5 a 20) a forma triangolare o lanceolata e a disposizione embricata e poste in 3 - 4 serie che fanno da protezione al ricettacolo conico o cilindrico-colonnare, assai elevato e provvisto di pagliette più o meno persistenti sul quale s'inseriscono due tipi di fiori: quelli esterni ligulati (assenti oppure da 5 a 25) di colore giallo, molto più lunghi dell'involucro disposti in modo patente; quelli interni brevemente tubulosi (molto più numerosi) di colore bruno-purpureo scuro (o anche verde giallastro) sporgenti verso l'alto. Diametro dell'involucro: 15 – 30 mm.

### Fiori
I fiori sono zigomorfi (quelli ligulati), attinomorfi(quelli tubulosi); sono inoltre tetra-ciclici (formati cioè da 4 verticilli: calice – corolla – androceo – gineceo) e pentameri (calice e corolla formati da 5 elementi). Sono inoltre ermafroditi, più precisamente i fiori del raggio (quelli ligulati) sono sterili; mentre quelli del disco centrale (tubulosi) sono bisessuali.
- Formula fiorale: per questa pianta viene indicata la seguente formula fiorale:

* K 0/5, C (5), A (5), G (2), infero, achenio
- Calice: i sepali sono ridotti ad una coroncina di squame.
- Corolla: i fiori periferici (ligulati) sono nastriformi (provvisti di lunghe lingule – sono decisamente più lunghi dell'involucro) a forma ellittica o oblanceolata e a disposizione raggiante (a volte dirette verso il terreno); l'apice è bi o tri-dentato. Quelli del disco centrale (tubulosi) hanno delle corolle tubulari a 5 denti.
- Androceo: gli stami sono 5 con dei filamenti liberi; le antere invece sono saldate fra di loro e formano un manicotto che circonda lo stilo. Le antere alla base sono ottuse[3] e il colore è bruno scuro.
- Gineceo: lo stilo è unico con uno stimma filiforme-conico assai breve e pubescente; l'ovario è infero e uniloculare formato da due carpelli concresciuti e contenente un solo ovulo.

### Frutti
I frutti sono degli acheni glabri a forma tetragona o prismatica con o senza pappo. In tutti i casi il pappo è formato da una coroncina di piccoli denti. La superficie dell'achenio può essere glabra o pelosa.

## Biologia
- Impollinazione: l'impollinazione avviene tramite insetti (impollinazione entomogama).
- Riproduzione: la fecondazione avviene fondamentalmente tramite l'impollinazione dei fiori (vedi sopra).
- Dispersione: i semi cadendo a terra sono successivamente dispersi soprattutto da insetti tipo formiche (disseminazione mirmecoria).

## Distribuzione e habitat
La distribuzione di questo genere è essenzialmente americana e in particolare nella parte boreale (le poche specie spontanee italiane sono considerate esotiche naturalizzate).

Delle tre specie spontanee della flora italiana 2 vivono sull'arco alpino. La tabella seguente mette in evidenza alcuni dati relativi all'habitat, al substrato e alla distribuzione delle specie alpine.
| Specie | Comunità vegetali | Piani vegetazionali | Substrato | pH     | Livello trofico | H2O   | Ambiente    | Zona alpina          |
| --- | ----------------- | ------------------- | --------- | ------ | --------------- | ----- | ----------- | -------------------- |
| R. hirta | 5                 | collinare           | Ca – Si   | neutro | alto            | umido | B2 B9       | AO VC BG BZ BL UD    |
| R. laciniata | 11                | collinare           | Ca – Si   | neutro | alto            | umido | B2 B5 B9 G2 | NO VC CO TN BZ BL UD |
| Legenda e note alla tabella. Substrato con “Ca/Si” si intendono rocce di carattere intermedio (calcari silicei e simili); vengono prese in considerazione solo le zone alpine del territorio italiano (sono indicate le sigle delle province). Comunità vegetali: 5 = comunità perenni nitrofile; 11 = comunità delle macro- e megaforbie terrestri Ambienti: B2 = ambienti ruderali, scarpate; B5 = rive, vicinanze corsi d'acqua; B9 = coltivi umani; G2 = praterie rase dal piano collinare a quello alpino. |                   |                     |           |        |                 |       |             |                      |

## Tassonomia
La famiglia di appartenenza di questo genere (Asteraceae o Compositae, nomen conservandum) è la più numerosa del mondo vegetale, comprende oltre 23000 specie distribuite su 1535 generi (22750 specie e 1530 generi secondo altre fonti). Il genere invece è composto da una ventina di specie tre delle quali appartengono alla flora spontanea italiana.

Anche se il genere non è molto corposo, i botanici comunque lo suddividono tradizionalmente in varie sezioni secondo caratteristiche sia morfologiche che anatomiche più interne al fiore stesso. Questa suddivisione (seguita soprattutto dagli orticultori) segue le seguenti direttive:
- (primo gruppo) la base delle foglie superiori (intere) è cordato-amplessicaule; il disco centrale del capolino è colorato di bruno-scuro ed è ovoide all'inizio della fioritura per poi diventare cilindraceo; le ligule dei fiori del raggio sono gialle maculate di bruno a forma larga e sub-cordifome (R. amplexicaulis);
- (secondo gruppo) le foglie caulinari sono composte e non sono cordiformi-abbraccianti;

- (a) il colore del disco centrale del capolino è bruno-violaceo scuro (e non si allunga dopo la fioritura) (R. hirta e altre specie);
- (b) il colore del disco centrale del capolino è verdognolo o giallastro e si allunga dopo la fioritura (R. laciniata e altre specie).

### Filogenesi

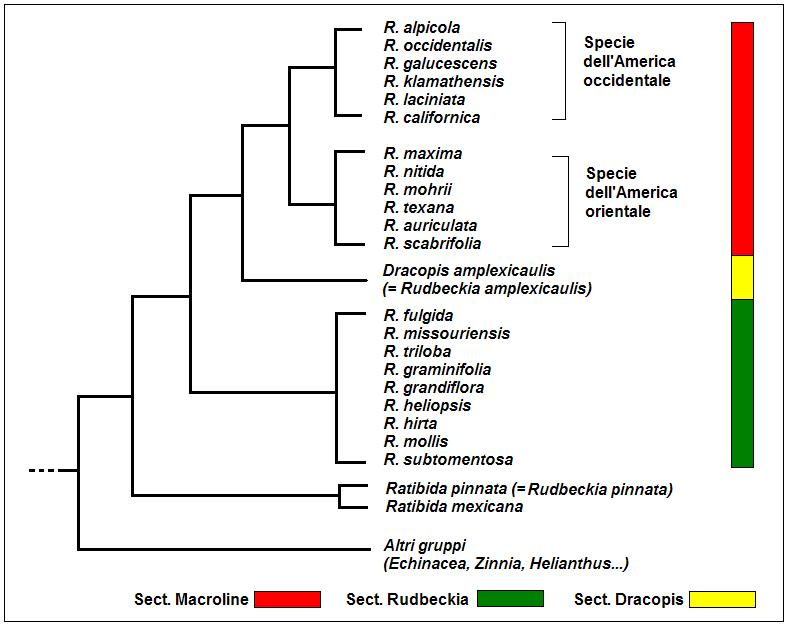
Cladogramma genere Rudbeckia

Alcuni autori (specialmente nel passato) accomunano in uno stesso gruppo sia le specie del genere Rudbeckia che quelle del genere Echinacea. Ma recenti studi filogenetici basati tra l'altro sul DNA nucleare ribosomale indicano che Rudbeckia insieme ai generi Dracopis e Ratibida (escluso quindi il genere Echinacea) formano un gruppo monofiletico (corrispondente alla sottotribù Rudbeckiinae sensu H. Robinson).

All'interno del gruppo delle “Rudbeckie” recenti ricerche hanno individuato tre cladi principali. Anche se i rapporti tra queste tre gruppi non sono ancora ben chiari, questi tre cladi vengono trattati come tre nuove sezioni (che comunque confermano le suddivisioni più tradizionali – vedi il paragrafo precedente):
- sect. Dracopis (Cassini) A. Gray (1884): comprende il “primo gruppo” della suddivisione tradizionale;
- sect. Rudbeckia L.: comprende il secondo gruppo – a della suddivisione tradizionale;
- sect. Macroline Torrey & A. Gray (1842):  comprende il secondo gruppo – b della suddivisione tradizionale.

Il cladogramma a lato (tratto dalla ricerca citata sopra e semplificato) visualizza chiaramente la situazione filogenetica del genere: i due cladi monofiletici principali (sect. Rudbeckia e sect. Macroline); l'inserimento della specie Dracopis amplexicaulis (= Rudbeckia amplexicaulis) nel genere Rudbeckia sect. Dracopis; e la posizione “sister”, al resto del gruppo, della specie Ratibida pinnata (= Rudbeckia pinnata) non ancora riconosciuta da tutti i botanici come appartenente al genere Rudbeckia.

### Elenco selezionato di alcune specie
La seguente lista è stata compilata in base alle specie riconosciute valide dalla Checklist del ”USDA – United States Department of Agriculture – Agricultural Research Service”(i nomi comuni in italiano sono evidenziati in grassetto accanto al nome scientifico):

- Sect. Dracopis

- Rudbeckia amplexicaulis Vahl (sinonimo: Dracopis amplexicaulis)

- Sect. Macroline

- Rudbeckia alpicola Piper 
- Rudbeckia auriculata (Perdue) Kral 
- Rudbeckia californica A. Gray
- Rudbeckia glaucescens Eastw. 
- Rudbeckia klamathensis P. B. Cox & Urbatsch 
- Rudbeckia laciniata L. - Rudbeckia comune
- Rudbeckia maxima Nutt. 
- Rudbeckia mohrii A. Gra 
- Rudbeckia montana A. Gray
- Rudbeckia nitida Nutt.  
- Rudbeckia occidentalis Nutt.
- Rudbeckia scabrifolia L. E. Br.  
- Rudbeckia texana (Perdue) P. B. Cox & Urbatsch

- Sect. Rudbeckia

- Rudbeckia fulgida Aiton
- Rudbeckia graminifolia (Torr. & A. Gray) C. L. Boynton & Beadle
- Rudbeckia grandiflora (Sweet) DC.
- Rudbeckia heliopsidis Torr. & A. Gray
- Rudbeckia hirta L. - Rudbeckia irta
- Rudbeckia missouriensis Engelm. ex C. L. Boynton & Beadle
- Rudbeckia mollis Elliott 
- Rudbeckia subtomentosa Pursh
- Rudbeckia triloba L. 

Nota: la specie Rudbeckia pinnata Vent. secondo la Checklist - USDA ha il seguente nominativo valido: Ratibida pinnata (Vent.) Barnhart (vedi paragrafo “Filogenesi”).

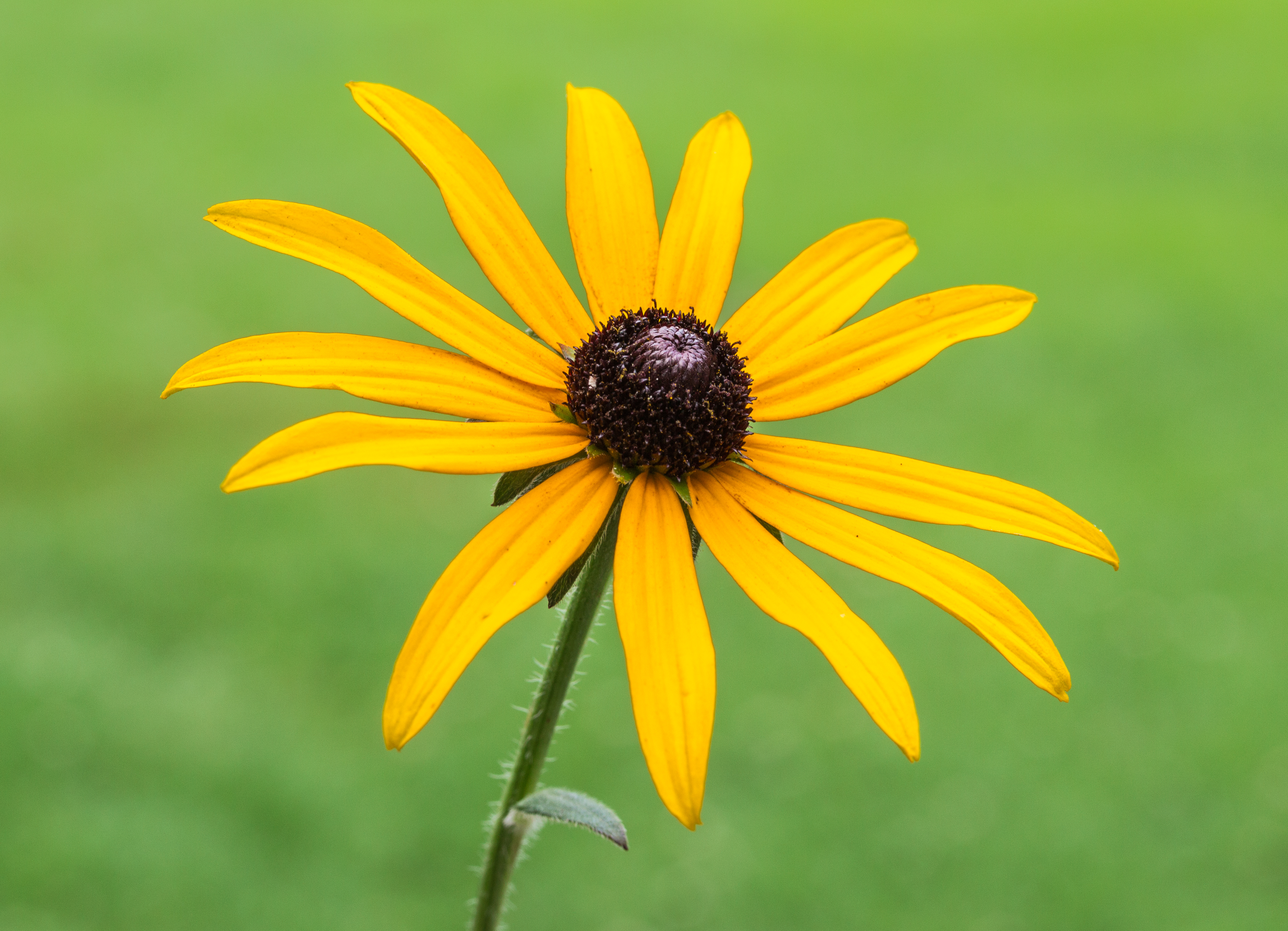
Rudbeckia fulgida
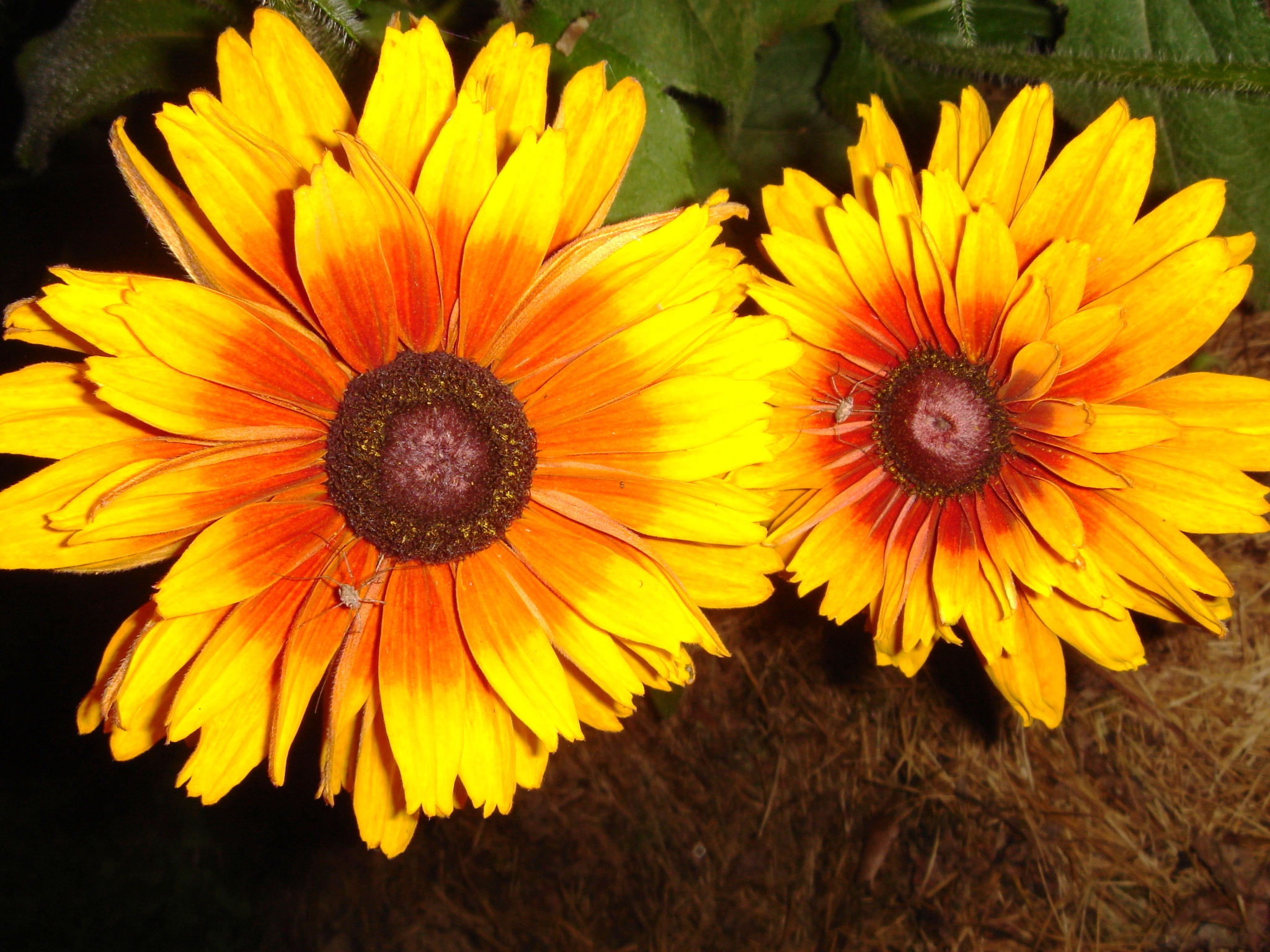
Rudbeckia hirta
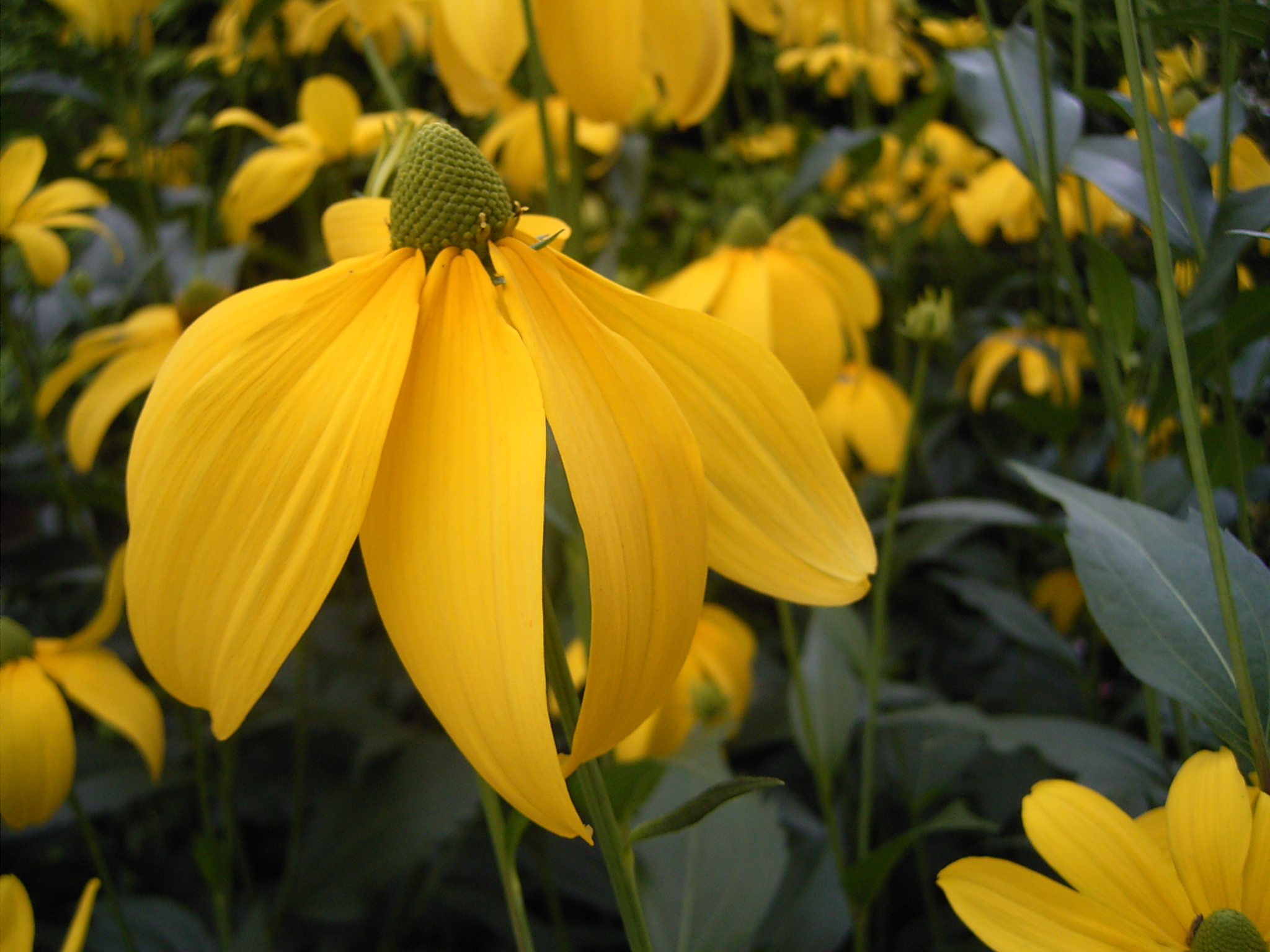
Rudbeckia laciniata
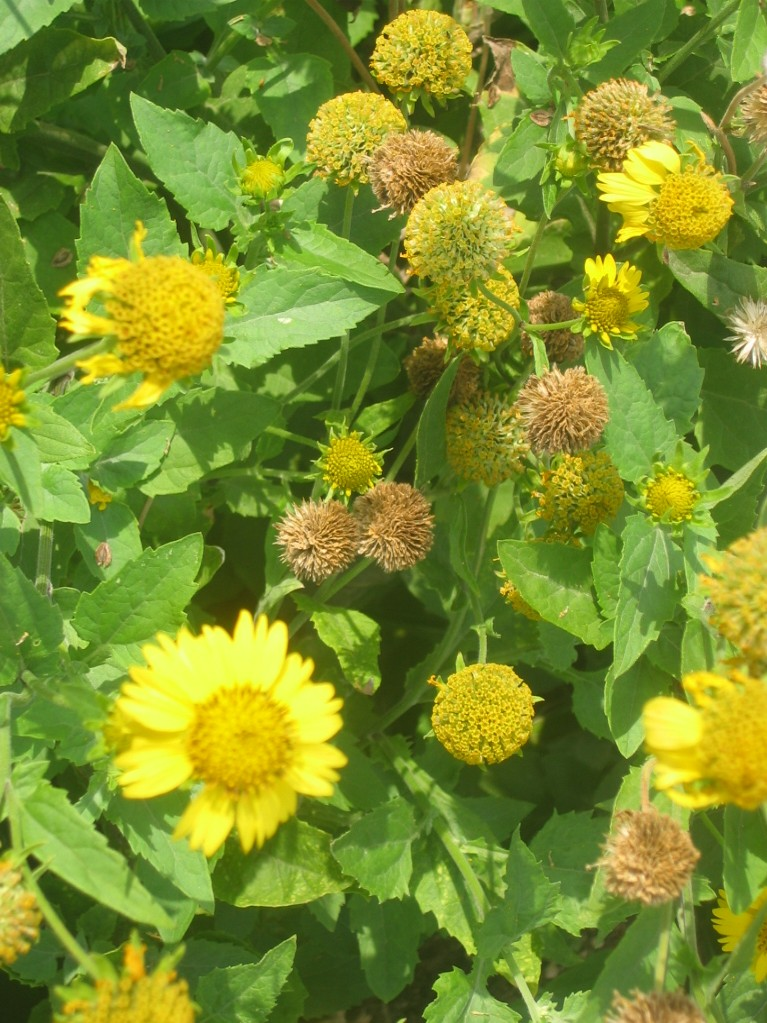
Rudbeckia occidentalis
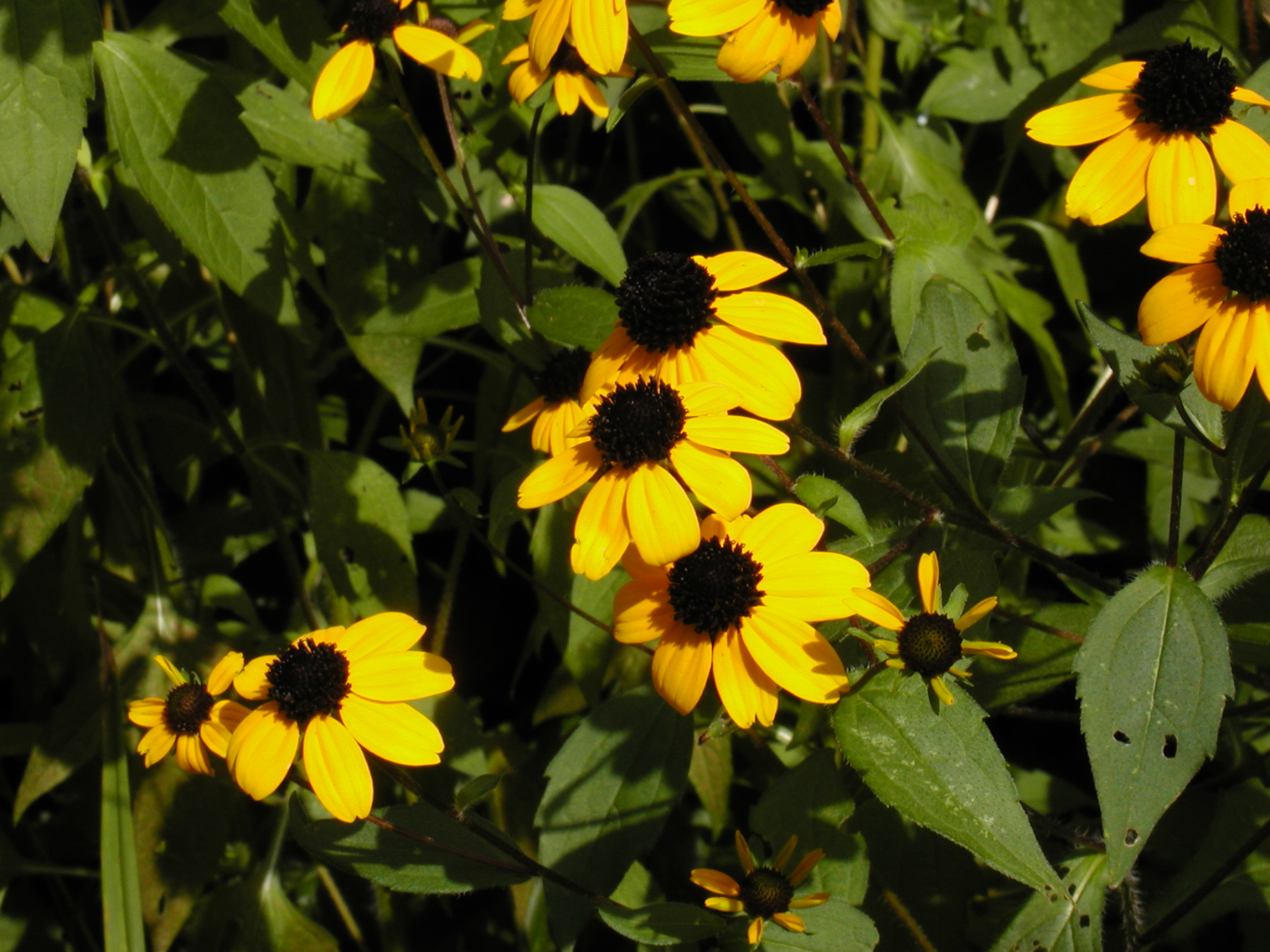
Rudbeckia triloba

#### Specie spontanee italiane
Per meglio comprendere ed individuare le varie specie del genere (solamente per le specie spontanee della flora italiana) l'elenco che segue utilizza in parte il sistema delle chiavi analitiche (vengono cioè indicate solamente quelle caratteristiche utili a distingue una specie dall'altra).

- Gruppo 1A: le foglie sono profondamente incise;

- Gruppo 2A: la pianta è glabra; le pagliette del ricettacolo  sono persistenti;

- Rudbeckia laciniata L. - Rudbeckia comune: altezza media 5 – 25 dm; il ciclo biologico è perenne; la forma biologica è geofita bulbosa (G bulb); il tipo corologico è Nord Americano; l'habitat tipico sono le sponde dei corsi d'acqua e i lati dei fossi umidi; la distribuzione sul territorio italiano è relativa al nord-centro fino ad una altitudine di 300 m s.l.m..

- Gruppo 2B: la pianta è peloso-ispida; le pagliette del ricettacolo sono caduche;

- Rudbeckia pinnata Vent.: altezza media 10 – 20 dm; il ciclo biologico è perenne; la forma biologica è emicriptofita scaposa (H scap); il tipo corologico è Nord Americano; l'habitat tipico sono gli incolti aridi; la distribuzione sul territorio italiano è relativa al nord fino ad una altitudine di 300 m s.l.m..

- Gruppo 1B: le foglie sono intere e dentate sui bordi:

- Rudbeckia hirta L. - Rudbeckia irta: altezza media 1 – 10 dm; il ciclo biologico è bienne; la forma biologica è emicriptofita scaposa (H scap); il tipo corologico è Nord Americano; l'habitat tipico sono le zone umide e abbandonate; la distribuzione sul territorio italiano è relativa al nord fino ad una altitudine di 800 m s.l.m..

### Generi simili
La forma di questi fiori (soprattutto il capolino) è molto caratteristica e facilmente distinguibile. Un genere abbastanza vicino è Echinacea, ma nessuna sua specie è presente sul territorio italiano, e comunque si distinguono facilmente per la colorazione rosso-violacea delle ligule esterne (e non gialla come nelle “Rudbeckie”).

## Usi
Alcune specie hanno delle proprietà medicinali o sono usate in cucina (Rudbeckia hirta), ma fondamentalmente le piante di questo genere sono impiegate nel giardinaggio. Se messe in zone soleggiate o parzialmente ombreggiate su qualsiasi tipo di terreno crescono bene senza grandi problemi. L'effetto migliore si ottiene producendo delle grandi macchie decorative in giardini ampi e piuttosto rustici. L'uso delle “Rudbeckie” nel giardinaggio risale a diversi secoli fa, infatti Rudbeckia laciniata fu importata dall'America settentrionale nel 1640, mentre la Rudbeckia hirta venne introdotta in Europa nel 1699. Il mercato floristico di queste specie si è notevolmente arricchito con l'introduzione di diverse cultivar che con opportune selezioni ha prodotto alcune specie a fiori multipli (simili alle Dalie) ed eleganti colorazioni.